# Forever (musikalbum av Spice Girls)
Forever är ett album av den brittiska popgruppen Spice Girls. Albumet lanserades den 7 november år 2000. Första singeln, Goodbye, släpptes redan 1998. Det var deras första singel efter Geri Halliwells avhopp. Sedan dröjde det till år 2000 innan dubbelsingeln Holler/Let Love Lead the Way släpptes. På grund av albumfloppen ställdes släppet av de 3 följande singlarna Tell Me Why, If You Wanna Have Some Fun och Weekend Love in. Låten Woman planerades att finnas med på albumet men valdes bort i sista stund. 

## Låtlista
1. Holler
2. Tell Me Why
3. Let Love Lead the Way
4. Right Back At Ya
5. Get Down with Me
6. Wasting My Time
7. Weekend Love
8. Time Goes By
9. If You Wanna Have Some Fun
10. Oxygen
11. Goodbye